# Piazzola sul Brenta
Piazzola sul Brenta là một đô thị thuộc tỉnh Padova vùng Veneto, located about 45 km về phía tây của Venezia và cách khoảng 15 km northvề phía tây của Padova. Tại thời điểm ngày 31 tháng 12 năm 2004, đô thị này có dân số 10.758 người và diện tích 41.4 km².
Đô thị Piazzola sul Brenta bao gồm các frazioni (các đơn vị cấp dưới, chủ yếu là làng) Carturo, Isola Mantegna, Presina, Tremignon, and Vaccarino.
Piazzola sul Brenta giáp các đô thị: Camisano Vicentino, Campo San Martino, Campodoro, Curtarolo, Gazzo, Grantorto, Limena, San Giorgio in Bosco, Villafranca Padovana.